# Kiki Håkansson
Kerstin Håkansson, detta Kiki (Stoccolma, 17 giugno 1929 – Stoccolma, 4 novembre 2024) è stata una modella svedese.

## Biografia
Kiki Håkansson fu la prima vincitrice del concorso di bellezza Miss Mondo nel 1951 e la prima ad apparire in bikini (nei venti anni successivi le concorrenti hanno sempre sfilato in costume intero).